# Левитрон
Левитрон — волчок, который, вращаясь, способен «зависать» в воздухе над специальной коробкой, образующей магнитную подушку.

## Принцип работы
Будучи в раскрученном состоянии, магнитный волчок массой ~20 граммов способен зависнуть над специально расположенной системой постоянных магнитов в коробке (так как магниты постоянные, левитрон не требует источника электрического тока). Волчок представляет собой кольцевой постоянный магнит с осью вращения, совпадающей с осью симметрии этого магнита. Магнит в коробке обычно тоже кольцо, но большего диаметра. Форма магнитного поля обусловлена сочетанием этих двух размеров. Над центром большого магнита на определённом расстоянии образуется потенциальная яма, то есть небольшая зона, магнитное поле в центре которой несколько слабее, чем у краёв. Это не даёт волчку отклониться от центра коробки. Размер этой зоны определяет вес, магнитное поле волчка, и место, где явление возможно. Вращение необходимо для того, чтобы волчок не перевернулся. Момент инерции вращающегося тела, в соответствии с законом сохранения момента импульса удерживает волчок в положении отталкивающим полюсом вниз. Волчок испытывает силу трения только о воздух, вследствие чего он может парить довольно долго.
Более сложные варианты отличаются лишь тем, что используют тот или иной способ раскручивания, который обычно заключён внутри небольшого глобуса. Тогда «левитация» длится, пока устройство не будет выключено или в нём не разрядятся батарейки. В нижней коробке дополнительно находится электромагнитная катушка-передатчик, а в верхнем предмете катушка-приёмник, которые совместно образуют воздушный трансформатор. Подобные устройства питания известны в виде беспроводных индукционных компьютерных мышей, где провод ведёт только к коврику. Передаваемой мощности может хватать даже на подсветку такого глобуса.

## Другие устройства, основанные на принципе работы левитрона
Реализацией сувениров и игрушек такого типа занимается американская компания «Fascinations Toys and Gifts», расположенная в Сиэтле. К ним относятся: «Перпетуатор» (Perpetuator) — постоянно парящий левитрон, работающий от сети, к нему добавлены электромагнитные поля, поддерживающие вращение волчка, «Art Bank» — коробка, внутри которой в воздухе находятся модель самолёта, монетка или теннисный мячик, а также «Amazing Anti-Gravity Globes» — «летающий глобус».
На основе таких игрушек начато производство рекламных промо левитронов с размещёнными на них логотипами или атрибутикой компаний. В качестве волчка теперь возможно использовать самые различные предметы — телефоны, ювелирную продукцию и даже манекены с одеждой. Для таких промо левитронов устанавливаются магнитные усилители, выдерживающие до 3 килограммов веса. Изготовление рекламных промо левитронов началось в Китае, но с периодом импортозамещения теперь они производятся и в России.

## Патенты
Первый патент на левитрон, номер 4382245, был выдан в мае 1983 года Рою Хэрригену, американскому изобретателю (срок действия этого патента закончился в 2003).
Вильям Хонс и Эдвард Хонс получили несколько патентов на улучшения этого устройства: 5404062, 5883454 и др.